# Айно Генссен
Айно Мар'ятта Генссен (нім. Aino Marjatta Henssen Aino Marjatta Henssen; 1925–2011) — німецька вчена-ліхенолог.

## Життєпис
Айно Генссен народилася 12 квітня 1925 року в місті Ельберфельд (нині — частина Вупперталя) другою дитиною в сім'ї німецького нарратолога Готфріда Генссена і його дружини, фінки Тойн Сарасте. Старший брат Айно загинув під час Другої світової війни, молодша сестра не дожила до п'ятирічного віку. Початкову освіту отримувала в Берліні, в 1944 році поступила у Фрайбургський університет. У 1946 році сім'я переселилася з Берліна в Марбург. Наприкінці 1945 року Генссен продовжила навчання в Марбурзькому університеті, в 1953 році отримала ступінь доктора філософії. У дисертації вона розглядала фізіологію зимівлі ряски.
У 1954—1956 Айно Генссен працювала в Інституті мікробіології в Берліні, займалася вивченням актинобактерій. На запрошення фінського бріолога Гейккі Ройвайнена їздила на експедицію по Енонтекійо, де зацікавилася лишайниками. Згодом Генссен працювала в Гельсінському університеті, Упсальському університеті, Торонтському університеті, Гарвардському університеті і Університеті в Боулдері. У 1959—1961 працювала в лабораторії Югана Акселя Наннфельдта.
У 1963 році Генссен була призначена куратором Марбургського гербарію. У 1965 році пройшла габілітацію, з 1970 по 1990 була професором криптогамічної ботаніки Марбурзького університету.
У 1992 році Айно Генссен була серед перших нагороджених медаллю Ахаріуса.
Айно Мар'ятта Генссен померла 29 серпня 2011 року.
Гербарій Айно Генсен, що мав близько 40 тисяч зразків, був переданий Фінському музею природної історії в Гельсінкі. Бібліотека вченної була залишена Зенкенбергському музею у Франкфурті.

## Деякі наукові публікації
- Henssen, AM; Jahns, H.-M. Lichenes, eine Einführung in die Flechtenkunde.   — Stuttgart, 1974.

## Роди і види, названі на честь А. Генссен
- Ainoa Lumbsch & I.Schmitt, 2001
- Caloplaca hensseniana Kalb, 1990
- Diploschistes hensseniae Lumbsch & Elix, 1985
- Gyalidea hensseniae Hafellner, Poelt & Vezda, 1990
- Lecanora hensseniae Vänskä, 1986
- Nephroma hensseniae P.James & F.J.White, 1987
- Parmotrema hensseniae Krog, 1990
- Rhizocarpon hensseniae Brodo, 1990
- Rimularia hensseniae Hertel & Rambold, 1990
- Sticta ainoae D.J.Galloway & J.Pickering, 1990
- Stephanocyclos henssenianus Hertel, 1983
- Xanthoparmelia hensseniae O.Blanco, A.Crespo, Elix, D.Hawksw. & Lumbsch, 2004, nom. nov. & Lumbsch, 2004, nom. nov.